# پیدا و پنهان
پیدا و پنهان یک مجموعه تلویزیونی محصول سال ۱۳۹۱ به کارگردانی آرش معیریان و شهرام شاه‌حسینی، نویسندگی و تهیه‌کنندگی می‌باشد که در مرکز سیمافیلم تولید و از شبکه تهران پخش شد.
اولین مجموعه تلویزیونیی است که به حوزه وزارت اطلاعات وارد می‌شود و زندگی مامورهای این نهاد اطلاعاتی را از نزدیک مورد بررسی قرار می‌دهد روزبه که مترجم وزارت دارایی است به‌طور ناخواسته واز روی اجبار از سوی عوامل بیگانه مورد سوء استفاده قرار می‌گیرد. این مجموعه در هفت قسمت با عناوین؛ «تنهایی»، «نقاب شب»، «چراغ‌ها» و «کمین» به صورت اپیزودیک و داستان‌های مجزا به پرونده‌های امنیتی و اطلاعاتی ایران ورود پیدا کرده…

## بازیگران
بازیگران این مجموعه عبارتنداز:
- فرامرز قریبیان
- بیژن امکانیان
- احمد ساعتچیان
- کوروش سلیمانی
- امیرحسین آرمان
- حمید ابراهیمی
- ناصر آقایی
- حمیدرضا پگاه
- میرطاهر مظلومی
- بیژن افشار
- شهروز ابراهیمی
- مریم معصومی
- الیزابت امینی
- سیما خضرآبادی
- طوفان مهردادیان
- متین حیدرنیا
- احسان عیوضی‌نژاد
- حمیدرضا مولانا
- سهیل فدایی